# La Saignée
Pour l’article homonyme, voir La Saignée (livre).
Pour plus de détails, voir Fiche technique et Distribution.
La Saignée est un film franco-italien réalisé par Claude Mulot, sorti en 1971.

## Synopsis
Témoin involontaire d'un meurtre à New York, poursuivi par un des hommes de main de l'assassin et manipulé par la police, Thomas Chanard (Bruno Pradal) regagne la France et son village natal où la lâcheté des gens le mènera à sa perte.
De larges séquences du film ont été tournées à Béthencourt-sur-Mer et à Cayeux-sur-Mer dans le département de la Somme.

## Fiche technique
- Titre : La Saignée
- Réalisation : Claude Mulot
- Scénario : Claude Mulot, Edgar Oppenheimer et Albert Kantof
- Production : Edgar Oppenheimer
- Musique : Eddie Vartan
- Photographie : Roger Fellous
- Assistants réalisation : Claude Vital et Didier Philippe-Gérard
- Décors : Robert Clavel
- Montage : Victoria Mercanton
- Pays d'origine :  France -  Italie
- Format : couleur - Mono
- Genre : drame
- Durée : 85 minutes
- Date de sortie : 10 novembre 1971
- Affiche : Jouineau Bourduge (France)

## Distribution
- Bruno Pradal : Thomas Chanard
- Charles Southwood : L'inspecteur Marvin Hobbart
- Gabriele Tinti : Flaggert
- Ewa Swann : Catherina
- Patti D'Arbanville : Hillary
- Claude Cerval
- Sydney Chaplin : Le procureur
- Jean Eskenazi
- Pierre Vassiliu
- Francis Lemonnier
- Françoise Prévost : La mère
- Gérard Croce
- Philippe Étesse
- Yves Gabrielli
- Jacqueline Holtz
- François Nocher
- Doris Vartan

## Blu-ray & DVD
Le film La Saignée a été édité en combo Blu-ray/DVD collector par Le Chat qui fume le 15 mai 2019.
Une édition Blu-ray simple sort en novembre 2020 toujours chez Le Chat qui fume.